# Madoryx dentatus
Madoryx dentatus är en fjärilsart som beskrevs av Gehlen. 1931. Madoryx dentatus ingår i släktet Madoryx och familjen svärmare. Inga underarter finns listade i Catalogue of Life.